# کرپان (سیریک)
کرپان، روستایی در دهستان شاهمردی بخش بمانی شهرستان سیریک در استان هرمزگان ایران است.
ساحل روستای کرپان یکی از مناطق بکر گردشگری در شهرستان سیریک میباشد که در تمامی فصول سال بخصوص ایام نوروز شاهد ورود مسافران و گردشگران زیادی به این روستا و ساحل آن هستیم.
شغل اکثر مردم این روستا صیادی است و امرارمعاش آنها از طریق دریا میباشد.

## جمعیت
بر پایه سرشماری عمومی نفوس و مسکن در سال ۱۳۹۵، جمعیت این روستا برابر با ۸۲۳ نفر (۲۳۰ خانوار) بوده‌است.